# Kvarntjärnen (Rämmens socken, Värmland, 666047-141056)
Kvarntjärnen är en sjö i Filipstads kommun i Värmland och ingår i Göta älvs huvudavrinningsområde.